# Boerboel
Boerboel er en gammel Sydafrikansk hunderace af Molossertypen, man mener at kunne spore dens rødder helt tilbage til Assyrien og Tibet, 700 år f.Kr.
Hunderacen er en forbudt i Danmark og internationalt er racen ikke anerkendt af de store internationale kennelklubber, herunder FCI. Den 7. november 2006, blev den medtaget i American Kennel Clubs Foundation Stock Service program (FSS). I Sydafrika er racen anerkendt som «emerging breed» af Kennel Union of Southern Africa (KUSA).
Boerboel er ikke velegnet til uerfarne hundeejere, da racen er tilbøjelig til at dominere ejeren.
Navnet "Boerboel" bliver ofte stavet forkert som boerbul, boerbull, og borbull.

## Racens historie
Ordet "Boerboel" stammer fra "Boere" afrikaans / hollandske ord for "bonden". Boerboel, oversætter som enten "Bondens hund" eller "Boere hund". 
På tros af Boerboels avlshistorie, er der uklart hvor mange og hvilke hunderacer, der er blevet blandet for at fremavle racen. Generelt menes det, at racen er skabt ved at krydse indfødte afrikanske Canidaearter med hunderacer bragt til Sydafrika af hollandske, franske og britiske bosætter.
Det menes, at racen kan dateres tilbage til Jan van Riebeecks ankomst til Cape i 1652. Van Riebeeck bragte en "Bullenbijter" med sig. Dem med ham, og senere europæiske bosætter, havde også store, stærke hunde, der næsten helt sikkert blev avlet med de oprindelige, nationale hunderacer i Sydafrika.
Senere, i 1928, importerede diamantmineselskabet ”De Beers” Bullmastiffs til Sydafrika for at bevogte minerne. Denne race blev også krydset med Boerboels i regionen.
Boerboel er den eneste race i verden, der udelukkende er specielt avlet til at beskytte og bevogte uden aggression. Af den grund, er en Boerboel meget territoriel og vogtende overfor sin familie og ejendom. 

## Udseende og helbred
Boerboelen er en stor stærk og muskuløs hund.
Ifølge  racestandarden er højden for en han 64-70 cm. Dog accepteres større hanner så længe deres proportioner er korrekte. Højden for tæver bør ligge på 59-65cm. 
Vægten for en Boerboel svinger typisk fra den lille tæve på 45 kg til en velvoksen han på 70 kg.

## Raceforbud
Den 1. juli 2010 blev den nuværende hundelov vedtaget i det danske Folketing, hvor racen boerboel blev inkluderet i listen over forbudte hunde, der således blev ulovliggjort.Jævnfør Folketinget betegnes hunderacen, Boerboel, som en kamp- og muskelhund.
Der eksisterer en såkaldt overgangsordning for hundeejere, som allerede på tidspunktet for vedtagelse af hundeforbuddet var i besiddelse af hunderacen boerboel, - læs mere om overgangsordningen i artiklen Forbudte hunderacer.